# جسر جنوبي (حاسوب)

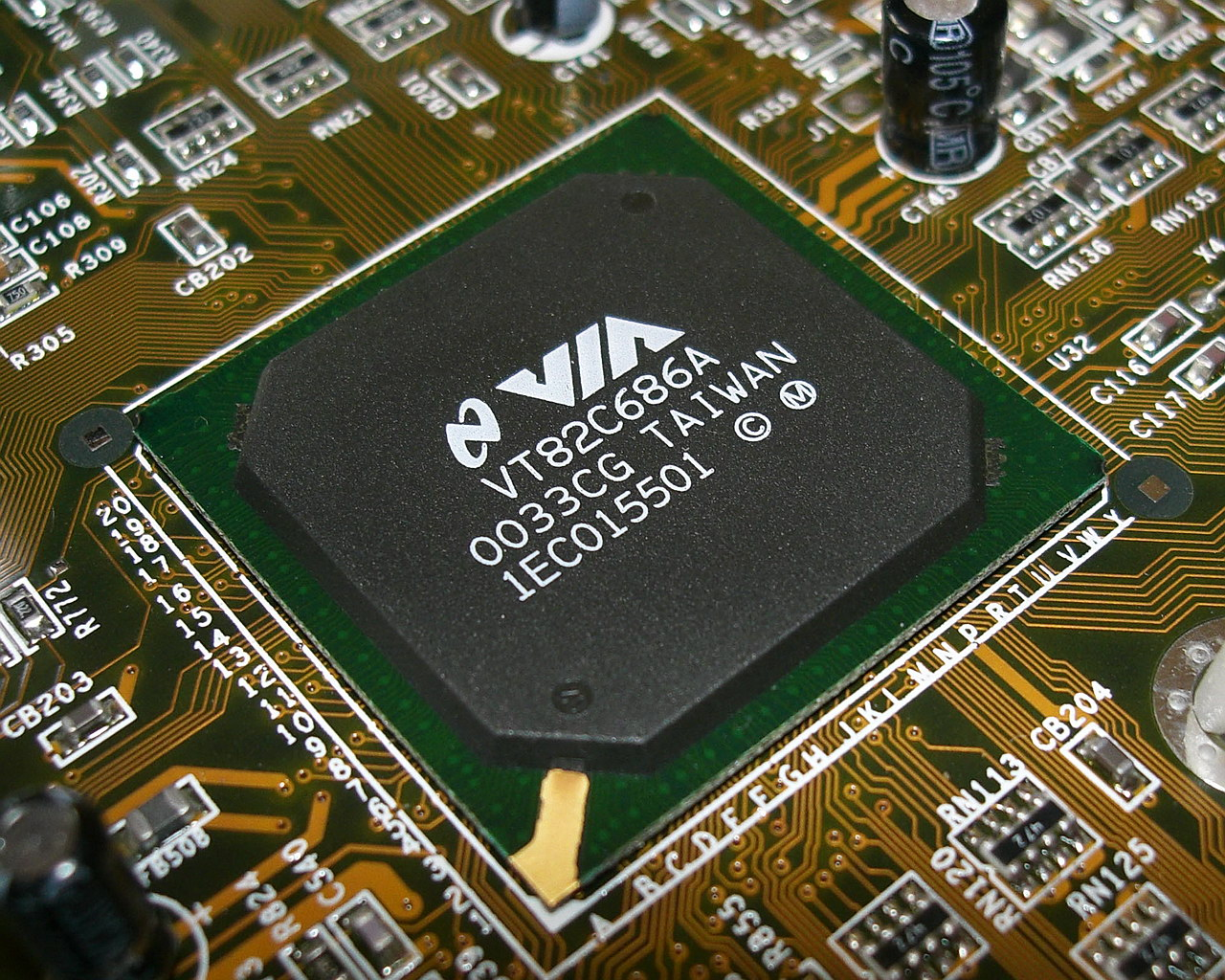

جسر جنوبي (بالإنجليزية: Southbridge)‏ ويعرف أيضا باسم I/O Controller Hub ICH و Platform Controller Hub PCH في شركة إنتل (لكن تستخدم شركات إيه أم دي و فيا تكنولوجيز و سلكون إنتغريتد سيستم اسم Southbridge). وهي رقاقة من مجموعة شرائح تتحكم بمكونات لوحة أم الأبطأ من غيرها (مثل ناقل متسلسل عام). ويمكن تمييزه في لوحة الأم عن الجسر الشمالي بعدم تواصله مباشرة مع وحدة المعالجة المركزية فهو يتواصل مع الجسر الشمالي والجسر الشمالي يتواصل مع وحدة المعالجة المركزية.